# Heinrich Rickert (polityk)
Heinrich Rickert (27 grudnia 1833 w Pucku, zm. 3 listopada 1902 w Berlinie) – niemiecki polityk.
Urodzony w Pucku, w latach 1876–1878 Landesdirektor Prus, od 1870 był członkiem Pruskiej Izby Poselskiej, zaś od 1874 także Niemieckiego Reichstagu (najpierw w szeregach partii narodowo-liberalnej, później niemiecko-wolnomyślnej, a od 1893 członek Towarzystwa Wolnomyślicieli). 
W 1895 Rada Miasta Gdańska nadała mu tytuł Honorowego Obywatela Miasta Gdańska.